# Světový pohár v biatlonu 2014/2015 – Oberhof
4. podnik Světového poháru v biatlonu v sezóně 2014/15 probíhal od 7. do 11. ledna 2015 v německém Oberhofu. Na programu podniku byly mužské a ženské štafety, závody ve sprintech a s hromadným startem.
V Oberhofu dosáhly velkého úspěchu české reprezentantky, když po 17 letech zvítězily ve štafetě. Čtveřice ve složení Eva Puskarčíková‎, Gabriela Soukalová‎, Jitka Landová a Veronika Vítková‎ se celý závod držela na dohled vedoucím závodnicím, přestože Soukalové po první střelbě upadla hůlka a po druhé ji zlomila. V posledním úseku se Vítková střídala ve vedení s Francouzkou Bescondovou; v posledním velkém stoupání ji však ujela a náskok si jistě udržela až do cíle. 
Naopak muži v závodě štafet neuspěli: Michal Krčmář hned v prvním okruhu na zledovatělé trati dvakrát upadl, znečistil si mířidla a po první střelbě musel na dvě trestná kola. Druhou střelbu sice s využitím náhradních nábojů zvládl, ale ztráta na nejlepší přesáhla 3 minuty. Proto se reprezentační trenér Ondřej Rybář rozhodl šetřit další závodníky a český tým ze štafety odstoupil.
Ve sprintu žen dosáhla svého dosavadního nejlepšího výsledku Veronika Vítková. Ve větrném závodě, kdy se některým závodnicím nepodařilo trefit ani jeden terč z pěti, udělala sice při každé střelbě jednu chybu, ale vše vyrovnala druhým nejrychlejším během. V posledním kole běžela rychleji než všechny soupeřky, které byly po druhé střelbě před ní: na druhou Wiererovou při něm získala 9 a na třetí Gontierovou 33 sekund. Poprvé v kariéře tak zvítězila v závodě světového poháru. Svoji aktuální formu pak potvrdila v nedělním závodu s hromadným startem, kde skončila druhá. Ve sněhové přeháňce, která ji však spíše svědčí, sice minula celkem dva terče, ale jejím největším soupeřkám se nedařilo lépe. Po poslední střelbě ji předjela celkově nejrychleji běžící Domračevová, ale Vítková stříbrnou pozici s jistotou udržela. Druhá česká reprezentantka Soukalová skončila desátá; zaujala však tím, že na start přišla pozdě (podle svých slov ztratila poutko k holi) a startovala až z poslední řady.

## Program závodů
Program podle oficiálních stránek.
| Datum     | Disciplína                       | Začátek (SEČ) | Počet závodníků |
| --------- | -------------------------------- | ------------- | --------------- |
| 7. ledna  | Štafeta (ženy)                   | 14:15         | 21 týmů         |
| 8. ledna  | Štafeta (muži)                   | 14:45         | 24 týmů         |
| 9. ledna  | Sprint (ženy)                    | 14:30         | 95              |
| 10. ledna | Sprint (muži)                    | 14:30         | 99              |
| 11. ledna | Závod s hromadným startem (ženy) | 11:15         | 30              |
| 11. ledna | Závod s hromadným startem (muži) | 14:15         | 30              |

## Pořadí zemí
| Pořadí | Země      | 1. místo | 2. místo | 3. místo | Celkově |
| ------ | --------- | -------- | -------- | -------- | ------- |
| 1.     | Francie   | 2        | 1        | 1        | 4       |
| 2.     | Česko     | 2        | 1        | 0        | 3       |
| 3.     | Rusko     | 1        | 1        | 2        | 4       |
| 4.     | Bělorusko | 1        | 0        | 1        | 2       |
| 5.     | Norsko    | 0        | 2        | 1        | 3       |
| 6.     | Itálie    | 0        | 1        | 1        | 2       |
|        | Celkem    | 6        | 6        | 6        | 18      |

## Umístění na stupních vítězů

### Muži
| Disciplína                        | První místo                                                           | Výkon     | Druhé místo                                                                              | Výkon     | Třetí místo                                                                          | Výkon     |
| Štafeta (4×7,5 km)                | Rusko Jevgenij Garaničev Timofej Lapšin Dmitrij Malyško Anton Šipulin | 1:15:24,1 | Norsko Vetle Sjåstad Christiansen Alexander Os Johannes Thingnes Bø Ole Einar Bjørndalen | 1:15:26,4 | Francie Simon Fourcade Jean-Guillaume Béatrix Simon Desthieux Quentin Fillon Maillet | 1:16:56,4 |
| Sprint (10 km)                    | Martin Fourcade                                                       | 27:02,5   | Ole Einar Bjørndalen                                                                     | 27:06,9   | Timofej Lapšin                                                                       | 27:20,0   |
| Závod s hromadným startem (15 km) | Martin Fourcade                                                       | 44:52,0   | Anton Šipulin                                                                            | 45:05,1   | Dmitrij Malyško                                                                      | 45:22,7   |

### Ženy
| Disciplína                          | První místo                                                              | Výkon     | Druhé místo                                                                            | Výkon     | Třetí místo                                                                             | Výkon     |
| Štafeta (4×6 km)                    | Česko Eva Puskarčíková‎ Gabriela Soukalová‎ Jitka Landová Veronika Vítková‎ | 1:16:56,0 | Francie Marine Bollietová Marie Dorinová Habertová Justine Braisazová Anaïs Bescondová | 1:17:04,9 | Bělorusko Naděžda Skardinová Nastasia Dubarezavová Naděžda Pisarevová Darja Domračevová | 1:18:02,8 |
| Sprint (7,5 km)                     | Veronika Vítková                                                         | 22:40,0   | Dorothea Wiererová                                                                     | 22:48,8   | Nicole Gontierová                                                                       | 22:59,1   |
| Závod s hromadným startem (12,5 km) | Darja Domračevová                                                        | 42:36,6   | Veronika Vítková                                                                       | 42:51,5   | Tiril Eckhoffová                                                                        | 42:58,3   |